# 試製二十粍固定機関砲
試製二十粍固定機関砲（しせいにじゅうみりこていきかんほう） ホ3/ホ三は、大日本帝国陸軍の航空機関砲。旋回機関砲のホ1を固定式に改造したものである。

## 概要
アメリカ軍のB-17爆撃機に対抗するべく作られた口径20mmの固定機関砲で、対戦車ライフルである九七式自動砲をベースに開発された。給弾方法はドラム弾倉式で、発射速度は毎分400発と低速だった。
弾種は曳光徹甲弾、曳光榴弾、榴弾、マ201（炸裂弾）である。開発のベースとなった九七式自動砲及びホ1とは共通の弾薬を使える。徹甲弾を使用した場合、射距離100mで30mmの装甲を貫通する威力があった。
製造は主に小倉陸軍造兵廠で行われた。二式複座戦闘機「屠龍」甲型/丙型（キ45改甲/キ45改丙）の少数機に搭載された。搭載数は胴体下の1門のみで、低い発射速度もあって対戦闘機用には適さなかったが、対爆撃機用としては有用と判断された。